# Eddie Brock
Eddie Brock é um personagem fictício que aparece nas histórias em quadradinhos americanas publicados pela Marvel Comics. Criado por David Michelinie e Todd McFarlane, o personagem era originalmente um supervilão de quadrinhos, mas devido ao seu grande êxito foi adaptado também como um anti-herói. Sua aparição mais antiga é uma participação especial em Web of Spider-Man #18 (Setembro de 1986) antes de fazer sua primeira aparição completa em The Amazing Spider-Man #300 (Maio de 1988)  como a primeira e mais conhecida encarnação de Venom. O personagem desde então tem aparecido em muitas publicações da Marvel Comics, incluindo o sua própria série Venom. Em 2008, depois de ser separado do Simbionte Venom, ele ganha um novo Simbionte e se torna o anti-herói Anti-Venom. No entanto, esse simbionte é sacrificado para ajudar a curar a epidemia de "Ilha-Aranha" durante o enredo de 2011. Em 2012, ele foi vinculado ao simbionte de Toxina. Embora ele seja um humano sem poderes, o traje Simbionte lhe confere uma série de habilidades, incluindo muitos dos poderes pertencentes ao Homem-Aranha, o primeiro hospedeiro do simbionte.
O personagem apareceu em outros produtos da Marvel, como desenhos animados, jogos eletrônicos, action figures e jogos de carta. No filme Homem-Aranha 3, Venom foi interpretado pelo ator Topher Grace, enquanto Tom Hardy fez o papel no filme solo do personagem. A encarnação de Venom com Eddie Brock é considerada pelos fãs como a melhor de todas.

## Biografia do Personagem
Venom é o ser resultante da simbiose entre uma criatura alienígena e o jornalista Eddie Brock. Apesar de já ter tido minisséries próprias, a maioria de suas aparições é como inimigo do personagem Homem-Aranha. A característica marcante de Venom, além do uniforme negro, é a desproporcional e assustadora mandíbula, desenhada no traço de Todd MacFarlane. Antes de fundir-se ao simbionte e tornar-se o Venom, Eddie Brock era um repórter do jornal Clarim Diário.
A origem do simbionte alienígena foi mostrada no evento intitulado Guerras Secretas, quando foi usado como "uniforme" pelo próprio Homem-Aranha (que então não sabia que este era uma criatura viva). O "uniforme", totalmente negro e com propriedades regenerativas e adaptativas aumentava as habilidades de Peter Parker, mas também potencializava sua agressividade. Assim, ao descobrir a real natureza de seu "uniforme", o Homem-Aranha livrou-se do alienígena (ao, inadvertidamente, ser beneficiado pela fraqueza a ondas sonoras do simbionte).
Mais tarde, o simbionte acabou caindo sobre Eddie Brock, um jornalista fracassado do Globo Diário, que culpava o herói aracnídeo pela sua ruína. Sentindo o ódio de Brock por seu inimigo, o simbionte ligou-se ao seu corpo, formando um ser de mente composta chamado Venom. Um ser com um único objetivo: matar o Homem-Aranha.
Apesar de ser, sem sombra de dúvidas, um vilão e ter óbvias tendências psicóticas, Venom se considera um defensor dos inocentes, vendo o Homem-Aranha como o responsável por sua ruína pessoal.. Algumas histórias, em que o Aranha sequer aparece, focam mais esse aspecto de anti-herói. Venom inclusive já realizou tarefas pro departamento de defesa dos Estados Unidos em troca da comutação de uma pena de morte. Em suas primeiras histórias, Venom mata várias pessoas, pois segundo ele ninguém deve ficar entre ele e sua vingança, porém sempre se lamentando após fazê-lo, e dizendo que "várias vidas foram tiradas, menos a que mais merece". Entretanto, o personagem não hesita em atentar contra a vida ou propriedade alheia se isso for causar sofrimento ao seu maior inimigo, o Homem-Aranha. E também já se uniu algumas vezes ao herói para derrotar o Carnificina.

### O motivo do ódio de Eddie Brock
Esta história foi revelada na edição de nº 105 da revista do Homem-Aranha, publicada em 1992 pela Editora Abril. Brock havia escrito a biografia de um homem que dizia ser o vilão Devorador de Pecados, e a notícia foi um sucesso para o seu jornal, o Clarim Diário. Mas pouco depois o Homem-Aranha derrotou o verdadeiro vilão e sem querer provou que a reportagem de Eddie não passava de histórias imaginárias de um doente mental. Com isso, o Clarim Diário foi ridicularizado e Eddie despedido. 
A partir de então, Eddie apenas pensava em se vingar do herói, porém, sendo um humano comum, não teria chances contra o herói aracnídeo. Depois de tudo, pensou em suicidar-se, mas suicídio seria um pecado inaceitável para ele, um homem católico. E quando Eddie estava rezando para obter paz na Igreja Nossa senhora de Todos os Santos, em Manhattan, que curiosamente foi o mesmo local da separação de Peter Parker com o Simbionte, o alienígena uniu-se a Brock, acabando com sua angústia, dando-lhe quase todos os poderes do Homem-Aranha e lhe contando a identidade secreta do herói. Assim nasceu Venom. No decorrer deste episódio, foi revelado que o corpo musculoso de Eddie foi esculpido através de muito exercício: em sua casa, o ex-repórter fazia musculação quase que diariamente, com o intuito de ficar mais forte e menos estressado.

### O primeiro confronto com o Aranha
Na edição de nº 105 (nº 300 da revista americana) deu-se também o primeiro confronto entre Venom e o Homem-Aranha. Para provocar o Homem-Aranha, Venom foi até o apartamento de Peter Parker e atormentou sua esposa Mary Jane. Depois, sem estar vestido com seu uniforme ,foi à Catedral da Virgem Maria e decidiu que seria perfeito se a morte do Homem-Aranha acontecesse ali, onde tudo começou, e então Venom fez ali sua primeira vítima: um jovem policial tentou prender Eddie Brock (Venom) por encontrá-lo sozinho na Catedral que estava fechada, deduzindo que Brock seria um procurado ladrão da caixa de esmolas da igreja. Então Eddie, tornando-se Venom, dominou o guarda com seu uniforme alienígena e o sufocou até a morte com o mesmo. Eddie lamentou ter feito tal coisa, mas acrescentou que ninguém devia se colocar entre ele e sua vingança. 
Depois de tudo, aconteceu o confronto entre Venom e o Homem-Aranha. O herói ainda trajava seu uniforme negro (como pode ser mostrado aqui), feito de tecido comum e idêntico ao simbionte, e foi ao encontro de Venom com a arma sônica que Reed Richards utilizou para neutralizar o simbionte. Devido ao sentido de aranha ser inútil contra o simbionte, Venom não teve problemas em surpreender o Homem-Aranha e o lançar dentro de um prédio abandonado no bairro nova-iorquino do Bronx, e antes de começarem a luta, Eddie contou ao herói toda a sua história (mostrada na seção "O motivo do ódio de Eddie Brock"). Por trajarem o mesmo uniforme negro, tanto o herói quanto o vilão possuíam aparências quase idênticas durante a luta. 
O Aranha compreendeu que seu sentido de aranha não funcionaria contra Venom e que o vilão era bem mais forte, porém mais lento. Assim o herói conseguiu disparar um tiro com sua arma sônica em Venom e o derrubou, porém ao hesitar em disparar um tiro fatal no simbionte (pois temia matar também a Eddie Brock), o herói foi dominado por Venom e aprisionado pelas teias do vilão no sino da Catedral da Virgem Maria, para que fosse esmagado pelo pêndulo. Após conseguir se libertar, o herói se lembrou que as teias do simbionte eram orgânicas e deduziu que as teias de Venom tinham se acabado, quando as usou em grande quantidade para prender o herói. Assim, o Aranha conseguiu arremessar Venom do alto da Catedral, e como o vilão dependia de suas teias para não cair, despencou vários metros até a calçada, onde desmaiou. Depois o herói levou Venom até a sede do Quarteto Fantástico e o aprisionou lá até que fosse mandado para a prisão chamada Gruta, especial para supervilões, de onde escaparia mais tarde. Logo depois, atendendo um pedido de sua esposa, o Aranha lançou seu uniforme negro numa lareira, pois ela ficou atemorizada com tal uniforme depois de ser atormentada por Venom, e Peter também compreendeu que não desejava trajar o mesmo uniforme de um assassino.
O motivo de Eddie não ter revelado a identidade secreta do Homem-Aranha foi revelado no segundo confronto entre os dois (em Homem-Aranha 114, Dezembro|Dez. de 1992): Eddie disse a Peter Parker que não queria concorrência pela cabeça do Homem-Aranha, o que com certeza aconteceria se todos os outros vilões a conhecessem.

### Tempo como Anti-herói
Depois de ver uma foto dos pais recém-devidos do Homem-Aranha, Brock escapa da prisão, e os rapta. Durante a luta resultante, a ex-esposa de Brock, Ann Weying, está quase esmagada sob uma roda de ferradura, mas Homem-Aranha a salva. Vendo este ato, Venom faz as pazes com o Aranha. Em Venom: Protetor Letal (1993), Venom se muda para San Francisco e atua como protetor de uma sociedade subterrânea de pessoas sem-teto. Mais tarde, ele é feito prisioneiro pela Fundação da Vida que colhe os últimos cinco engendros dentro do simbionte para criar policiais super poderosos e Brock é separado do simbionte à força. Com a ajuda do Homem-Aranha, Brock se une novamente ao simbionte e eles aparentemente destroem suas crias, Phage, Lasher, Riot, Grito e Agonia, antes de escapar. Depois de salvar as pessoas sem-teto, o Venom é aceito em sua sociedade e continua sendo seu protetor.
No crossover Carnificina Máxima (1993), Carnificina ressurgiu e começa um massacre na cidade de Nova York, e Brock, sentindo-se responsável, retorna para ajudar. Venom descobre que ele não é castigo para Carnificina, e busca ajuda de Homem-Aranha, mas o Teioso se recusa a trabalhar com os métodos violentos de Venom. Venom, acompanhado por Gata-Negra, Manto, Morbius e, eventualmente, um Homem-Aranha desesperado, enfrentam repetidamente Carnificina e seus aliados. Venom, em última análise, aborda Carnificina em geradores de alta tensão, tornando Carnificina inconsciente e permitindo sua captura pelos Vingadores. Brock se esconde.
Brock retorna na série limitada A Dor da Separação (1994), na qual ele é capturado e separado do simbionte para um projeto de pesquisa do governo. Mas é revelado que as crias de Venom: Phage, Lasher, Scream, Riot e Agony na verdade continuam vivas chegam para libertar Brock, buscando sua ajuda para obter controle sobre seus simbiontes. Brock finalmente se reuniu com o simbionte, mas a experiência o obriga a avaliar seu relacionamento com o traje. O evento Planeta dos Simbiontes (1995) continuou a narrativa de A Dor da Separação, com Brock forçando o simbionte a deixá-lo, preocupado com a influência que o alienígena pode ter sobre ele mesmo. O simbionte desencadeia um grito telepático de tristeza e dor que atrai os outros membros de sua espécie para a Terra. A história segue os esforços de Brock, Homem-Aranha e Aranha Escarlate para acabar com a invasão e derrotar Carnificina, que havia escapado e estava mais forte. Brock é forçado a se unir completamente e irrevogavelmente com o simbionte para infligir traumatismo psíquico nos simbiontes, fazendo com que eles cometam suicídio.

### Anti-Venom
A história Anti-Venom: Novas Formas de Viver (2008), apresenta um novo Eddie Brock. Matt Murdock convence um tribunal de que Brock não é responsável por suas ações enquanto está vinculado ao simbionte e as acusações criminais contra ele são retiradas. Brock é desconcertantemente curado de seu câncer por Martin Li, que possui habilidades especiais. Eddie acredita que sua cura é um milagre. Depois que Brock é atacado pelo novo Venom, Mac Gargan (o Escorpião), o simbionte tenta se reunir com Eddie mas sua pele se torna ácida para o simbionte e então um novo simbionte branco, forjado dos restos do simbionte Venom, surge em seu corpo, ligando-se com seus glóbulos brancos carregados com a energia de cura de Li. Assim Eddie Brock  torna-se Anti-Venom. Brock derrota Gargan e quase mata o simbionte Venom. Quando Brock detecta restos do simbionte dentro do Homem-Aranha, ele tenta "curá-lo", drenando a radiação de seu corpo e quase deixando-o sem poderes. Mais tarde, depois de salvar Homem-Aranha de Norman Osborn, Brock novamente luta contra Gargan (que está usando seu traje de Escorpião) e o simbionte recuperado. Gargan atinge Anti-Venom com seu ferrão, injetando uma fórmula venenosa que aparentemente destrói o traje de Brock e Gargan aproveita para mata-lo, mas o simbionte Venom o detém. O siombionte branco depois se recupera.
Brock mais tarde enfrenta o vilão Senhor Negativo, e descobre que ele e Li são a mesma pessoa. Descobrir que o homem que ele idolatrava na verdade é um supervilão, causa um colapso em Eddie, fazendo-o questionar sua fé, referindo-se a si mesmo como um monstro. Após essa revelação, ele torna-se cada vez mais instável mentalmente, assassinando bandidos, como ele fez durante seus "dias de proteção letal". Eddie relutantemente se junta com o Justiceiro por um breve período, para parar um cartel de drogas que sequestrou uma amiga de Brock. Em O Retorno De Anti-Venom (2011), Brock não expõe a verdadeira identidade do Senhor Negativo, por pensar que ninguém iria acreditar nele. Anti-Venom inicia uma cruzada contra Negativo, atacando suas operações criminosas. Quando o Anti-Venom percebe que May Parker também conhece a identidade de Negativo, ele decide atacar Negativo diretamente antes que Negativo possa silenciá-la. Brock se associa com Homem-Arnha e o novo Espectro para lutar contra Negativo. Espectro sua tecnologia para revelar publicamente que o Senhor Negativo é Martin Li, levando-o a se esconder. Homem-Aranha e Anti-Venom criam uma trégua para sua rivalidade. 
Em Os Novos Vingadores (2011), Brock junta-se aos Retaliadores de Magnum para destruir os Novos Vingadores. Durante o arco "Ilha-Aranha", no qual 99% da população da cidade de Nova York foi transformada em aranhas controladas pela mente, Brock é forçado a sacrificar o simbionte Venom e se tornar Anti-Venom, para que possa ser convertido em um curativo poderoso capaz de curar os milhões de infectados.
Mais tarde, um novo Anti-Venom é visto na multidão de novos heróis que participam de um seminário de "autoajuda" realizado por Roderick Kingsley (o primeiro Duende Macabro). Não fica claro se o novo Anti-Venom é realmente um simbionte ou apenas um homem num traje projetado para se parecer com o simbionte original, no entanto, a bolha de fala usada para o personagem é estilizada de maneira a sugerir uma distorção na voz do personagem, semelhante ao modo como Eddie Brock falou quando obteve o simbionte Anti-Venom.

### Unido com Toxina
Brock retorna em Venom #15 (2012), onde ele mata os simbiontes Híbrido e Grito, como parte de uma missão para destruir completamente todos os simbiontes, pois Eddie acredita que eles são maus. Depois de falhar em matar o mais novo Venom (agora unido a Flash Tompson), Brock é capturado pelo vilão Mestre Do Crime (Bennett Brent) e unido com o simbionte Toxina. Brock (que está sendo controlado pelo simbionte Toxina) rastreia Venom e tenta matá-lo, mas é derrotado. Eddie e Venom se enfrentam novamente no quartel general do Mestre do Crime e Flash é capaz de subjugar Toxina e Eddie separado-os, usando um lança-chamas. Pouco antes de Flash poder libertar Eddie, Toxina o agarra e o arrasta para as chamas. Eddie e Toxina sobrevivem às chamas e seguem Flash para até a Filadélfia. Agora, no controle do simbionte, Eddie confronta Flash, na escola onde ele trabalha como professor de ginástica. Depois de ajudar Flash a defender os alunos de um grupo de parasitas cibernéticos, Eddie faz uma trégua com ele, prometendo deixar Flash em paz enquanto ele mantiver o simbionte Venom sob controle (semelhante à trégua que ele teve com o Homem-Aranha). Eddie posteriormente deixa a Filadélfia para retomar suas atividades como vigilante.

### Venom mais uma vez!
Eddie Brock agora é membro de uma força tarefa do FBI especializada em simbiontes. Quando o novo Venom (Lee Price) causa problemas, Eddie traça um plano para detê-lo e conter o simbionte. Para isso, ele conta com a ajuda do Homem-Aranha. Após separar o simbionte de seu novo hospedeiro, o Aranha chama pelo alienígena, pedindo para que os dois se unam novamente. Quando o alienígena se aproxima, ele é capturado e revive seu ódio por Homem-Aranha, por tê-lo enganado. Após o incidente, Eddie vai até a sala onde ele está trancado, ataca o guarda, e liberta o simbionte. Os dois se unem novamente e o antigo Venom retorna. Importante salientar que Eddie, assim como o simbionte, agora almeja ser um herói, mas ele ainda não sabe como ser "bom".

## Poderes e Habilidades
O Simbionte Alienígena confere à Eddie Brock poderes similares aos do Homem-Aranha, como força, resistência, agilidade e reflexos aprimorados (porém, de forma ampliada). Além disso, o vilão possui a capacidade de lançar teias orgânicas, fator de cura acelerada, imunidade ao "sentido de aranha" de Peter Parker e capacidade transmórfica limitada, graças às propriedades biológicas do simbionte.

## Em outras mídias

### Em filmes do Homem-Aranha

#### Homem-Aranha(2002)
No primeiro filme do Homem Aranha, de 2002. Eddie Brock aparece, mas com menos destaque. Neste filme, ele é um dos colegas de escola de Peter, na verdade, aparentemente é o melhor amigo de Flash Thompson, sendo assim, um dos valentões que atormenta Peter antes deste se tornar o Homem-Aranha. Após Peter ganhar seus poderes e testá-los na escola, Flash acaba sendo atingido por uma de suas armadilhas e parte para a briga contra Peter, que consegue desviar de todos os golpes dados pelo valentão, nisso, Eddie parte para ajudá-lo, mas também é driblado por Peter, que logo derruba Flash no chão com um único soco.
Mais tarde Eddie aparece como figurante na formatura de Peter e seus colegas. Neste filme, Eddie não é interpretado por Topher Grace, e sim por Jason Padgett.

#### Homem-Aranha 3(2007)
Homem-Aranha 3 estreou no dia 4 de maio de 2007 com direção de Sam Raimi, com Tobey Maguire, Kirsten Dunst, James Franco e Topher Grace no elenco. No filme, Venom surge depois que um meteorito cai misteriosamente na terra. O intérprete do vilão foi o ator Topher Grace. A versão do inimigo não foi muito fiel as HQs, sendo mais similar a animação Homem-Aranha: A Série Animada.
Ele também é o último boss do jogo Spider-Man 3, que por sua vez é baseado no filme.
No filme, Eddie é um rapaz malandro e convencido que trabalha como fotógrafo no Clarim Diário e serve de concorrente para Peter Parker, uma vez em que é um fã do Homem-Aranha, e por saber que o herói é muito fotografado por Peter, ele pretende tirar fotos melhores do mesmo para assim desbancar seu rival. Eddie tem como namorada a patricinha Gwen Stacy (vivida por Bryce Dallas Howard), porém essa também é interesse amoroso de Peter, que é seu colega de classe na faculdade. Apesar de Peter ser namorado de Mary Jane Watson, o clima de paquera entre ele e Gwen vez ou outra acontece, gerando ciúmes em MJ.
Em certo ponto do filme, Mary Jane rompe o namoro com Peter. Ao mesmo tempo, os sentimentos de Gwen por ele vão aumentando e dá a entender que ela deixa Eddie, por mais que esta cena não tenha sido mostrada. Quando o aranha é dominado pelo simbionte, tornando seu uniforme preto e aumentando seus poderes, ele aproveita para tirar vantagem do malandro Eddie. Assim que é provocado pelo rival fotógrafo, o herói quebra sua câmera profissional e vai embora, atiçando a raiva em Brock, que para se vingar, posta fotos falsas (possivelmente montagens) do Aranha negro em ação, querendo se dar bem ás custas de Peter. Porém este detecta as montagens e denuncia Eddie para a gerência do clarim. Eddie acaba sendo demitido por Jonah Jameson, e a partir de então sua vida vira do avesso, além dele saber que Peter se encontra em sua melhor fase, e ele e a então ex-namorada de Brock, estão saindo juntos.
Tomado pelo fracasso, Brock vai a uma capela para rezar pela morte de Peter Parker. Ao mesmo tempo, no alto da torre da mesma igreja, Peter tenta se desfazer do simbionte após se dar conta do mal que o está dominando através de sua roupa nova. Eddie ouve os gritos de Peter e se aproxima para ver o que está acontecendo, logo percebendo que se trata de Peter e descobrindo que ele e o Aranha são a mesma pessoa. Quando Peter finalmente arranca o simbionte, este cai lá em baixo, acabando por cair em cima de Eddie e cobri-lo, copiando características dos poderes do Aranha ligados á roupa e transformando Eddie em Venom. Eddie, agora como Venom, se une ao Homem Areia (Thomas Haden Church) a fim de os dois se vingarem do herói. Eles então sequestram Mary Jane para esta servir de isca para Peter tentar salvá-la e cair na armadilha dos dois vilões.
Durante a luta dos dois vilões contra o Homem Aranha, eis que surge Harry Osborn como o novo Duende Verde a fim de ajudar seu amigo Peter (Harry a essa altura já sabe a verdade sobre Peter e o Aranha). Eddie alega que da mesma forma que Peter fez com que ele perdesse sua namorada, ele também faria Peter perder a dele. Em um dado momento, Venom tenta matar o Aranha, mas Harry entra em sua frente e é ferido em seu lugar. Depois de tanto enfrentar os dois vilões, Peter consegue separar o simbionte monstruoso do corpo de Brock, e então utiliza as bombas do Duende Verde para dar fim ao alienígena, mas nesse mesmo momento, um desesperado Brock se atira no simbionte e acaba aparentemente explodindo e morrendo com ele. Ao final, há a cena do funeral de Harry Osborn, e talvez também o de Eddie Brock.
O curioso é que, em nenhum momento do filme é pronunciado o nome Venom, dando a entender que o vilão de Eddie Brock é anônimo.

#### O Espetacular Homem-Aranha 2(2014)
O simbionte Venom aparece em uma cena deletada na Oscorp Industries, Eddie Brock é mencionado em jornais do Clarim Diário. Havia planos para Eddie Brock e o Venom aparecerem nos filmes cancelados The Amazing Spider-Man 3, The Amazing Spider-Man 4 e Sinister Six, além de seu filme solo ambientado no mesmo universo de The Amazing Spider-Man.

### Em filmes do Universo Homem-Aranha da Sony

#### Venom(2018)
Um filme solo do personagem foi lançado em 2018, no qual o personagem foi interpretado pelo ator Tom Hardy (que interpretou anteriormente o vilão Bane no filme Batman: O Cavaleiro das Trevas Ressurge, de 2012).
No filme, Eddie Brock é um jornalista conhecido em São Francisco, tendo também o seu próprio programa de televisão, que atualmente investiga o trabalho do cientista Tom Drake, suspeito por Eddie de utilizar cobaias humanas em suas experiências. Durante essa investigação ele é exposto a um dos simbiontes recuperados por Tom Drake, que acaba por transformá-lo em Venom, uma máquina de matar incontrolável.

#### Venom: Let There Be Carnage(2021)
É uma sequência do filme Venom que foi lançado em 2021, no qual o personagem foi interpretado pelo ator Tom Hardy (que interpretou anteriormente o vilão Bane no filme Batman: O Cavaleiro das Trevas Ressurge, de 2012), E Woody Harrelson como Cletus Kasady / Carnificina.

#### Morbius(2022)
Venom é mencionado de relance por Dr. Michael Morbius em uma cena do filme.

#### Venom: The Last Dance(2024)
O último filme lançado sobre o Venom e Eddie Brock, no filme, a dupla é perseguida pelo governo americano pelos acontecimentos de Let There Be Carnage e por capangas de Knull, o Deus dos Simbiontes.

### Desenhos Animados
- Apareceu em Homem-Aranha: A Série Animada de 1994
- Apareceu em Homem-Aranha: Ação Sem Limites de 1999.
- Apareceu em O Espetacular Homem-Aranha de 2008.
- Apareceu em Ultimate Homem-Aranha de 2012.
- Apareceu em Marvel's Spider-Man de 2017.

### Jogos
- Apareceu em Spider-Man de 2000
- Apareceu em Ultimate Spider-Man de 2005
- Apareceu em Spider Man 3 de 2007
- Apareceu em Spider-Man: Web of Shadows de 2008
- Apareceu em Spider-Man: Edge of Time de 2011
- Apareceu em Lego Marvel Super Heroes de 2013
- Apareceu em The Amazing Spider-Man 2 de 2014 como easter egg
- Apareceu em Lego Marvel Super Heroes 2 de 2017
- Apareceu em Marvel's Spider-Man de 2018 como easter egg
- Apareceu em Marvel's Spider-Man 2 de 2023 como easter egg
- Apareceu em Marvel Rivals de 2024